# Conselhos de vizinhança
Os conselhos de vizinhança são divisões governamentais ou não governamentais compostos de pessoas locais que analisa problemas de sua vizinhança. Podem ser achados em muitas cidades por todo o mundo.
Nos Estados Unidos, tais conselhos estão ativos em cidades como Los Angeles e Filadélfia, nos estados da Califórnia e da Pensilvânia, entre outros lugares.
Na Guiana, é a segunda divisão do país, abaixo apenas das Regiões Administrativas.